# Jennifer Darling
Pour les articles homonymes, voir Darling.
Jennifer Darling est une actrice américaine née le 19 juin 1946 à Oklahoma City, Oklahoma (États-Unis). Elle est surtout connue pour le rôle de Peggy Callahan, la secrétaire d'Oscar Goldman dans les séries L'Homme qui valait trois milliards et Super Jaimie.

## Filmographie
- 1970-1971 : The Secret Storm (série télévisée) : Irene
- 1971 : Sabrina, l'apprentie sorcière (série télévisée) : Amy Gordon
- 1972 : Up the Sandbox : Joanne
- 1973-1974 : Temperatures Rising (série télévisée) : Nurse Windy Winchester
- 1975-1976 : L'Homme qui valait trois milliards : Peggy Callahan (4 épisodes)
- 1976-1978 : Super Jaimie : Peggy Callahan (7 épisodes)
- 1978-1981 : Huit, ça suffit ! (Eight Is Enough) (série télévisée) : Donna
- 1981 : Trollkins (série télévisée) : Pixie Trollson / Deputroll Dolly (voix)
- 1982 : The Gary Coleman Show (série télévisée) : Angelica (voix)
- 1982-1989 : Les Schtroumpfs (The Smurfs) (série télévisée) : Princess Salvina
- 1983 : Trenchcoat : Laurie
- 1983 : The Biskitts (série télévisée) : Wiggle (voix)
- 1983 : Le Sourire du dragon (Dungeons & Dragons) (série télévisée) : voix diverses
- 1984 : Le Défi des Gobots (Challenge of the GoBots) (série télévisée) : voix additionnelles
- 1984 : The Mighty Orbots (série télévisée) : Dia
- 1985 : Poochie (TV) : Koom (voix)
- 1985 : Police Academy 2 : Au boulot ! (Police Academy 2: Their First Assignment) : Mayor
- 1986 : The Centurions (série télévisée) : Amber
- 1986 : Le Cheval de feu (Wildfire) (série télévisée) : voix additionnelles
- 1986 : Galaxy High (Galaxy High School) (série télévisée) : Booey Bubblehead / Wendy Garbo (voix)
- 1986 : Mon petit poney (My Little Pony and Friends) (série télévisée) : voix additionnelles
- 1987 : G.I. Joe: The Movie (vidéo) : Pythona (voix)
- 1987 : Christmas in Tattertown (TV) : voix
- 1987 : Jonny Quest (série télévisée) : voix additionnelles
- 1987 : Foofur (série télévisée) : voix additionnelles
- 1987 : Eight Is Enough: A Family Reunion (TV) : Donna
- 1988 : The American Scream de Mitchell Linden : Barbara Benziger
- 1988 : Mutts (TV) : Michelle
- 1988 : Fantastic Max (série télévisée) : voix additionnelles
- 1989 : Little Nemo : Les Aventures au pays de Slumberland (Little Nemo: Adventures in Slumberland) : Nemo's Mother (voix)
- 1989 : La Petite sirène (The Little Mermaid) : voix additionnelles
- 1990 : Super Baloo (TaleSpin) (série télévisée) : Mrs. Snarly
- 1990 : Teenage Mutant Ninja Turtles: The Cufflink Caper (TV) : Irma Langinstein (voix)
- 1990 : The Adventures of Don Coyote and Sancho Panda (série télévisée) : voix additionnelles
- 1991 : Myster Mask (Darkwing Duck) (série télévisée) : Dr. Rhoda Dendron
- 1991 : Spacecats (série télévisée) : voix additionnelles
- 1991 : James Bond Junior (série télévisée) : Phoebe Farragut
- 1991 : La Belle et la Bête (Beauty and the Beast) : voix additionnelle
- 1991 : Fievel au Far West (An American Tail: Fievel Goes West) : voix additionnelles
- 1992 : Des souris à la Maison-Blanche (Capitol Critters) (série télévisée) : Berkeley
- 1992 : Porco rosso (Kurenai no buta) : voix additionnelles (doublage anglophone)
- 1992 : Aladdin : voix additionnelles
- 1993 : Hello Kitty (série télévisée) : Momma
- 1993 : Droopy: Master Detective (série télévisée) : voix additionnelles
- 1993 : Demolition Man de Marco Brambilla : Computer Voice et voix additionnelles
- 1994 : Iron Man (série télévisée) : Scarlet Witch
- 1994 : Aladdin (série télévisée) : voix additionnelles
- 1995 : T-Rex (Theodore Rex) (vidéo) : Voice Performer (voix)
- 1996 : All-New Dennis the Menace (série télévisée) : voix additionnelles
- 1996 : Tenchi Muyo! In Love : Ayeka (doublage anglophone)
- 1996 : Les Mutants (Alien Nation: The Enemy Within) (TV) : Driver
- 1997 : Hercule (Hercules) : voix additionnelles
- 1997 : Annabelle : un amour de petite vache : Star (voix)
- 1998 : Invasion America (série télévisée) : voix additionnelles
- 1998 : Pocahontas 2 : Un monde nouveau (Pocahontas II: Journey to a New World) (vidéo) : voix additionnelles
- 1998 : Rusty, chien détective (Rusty: A Dog's Tale) : Mrs. Cluck (voix)
- 1998 : 1 001 Pattes (A Bug's Life) : voix additionnelles
- 1998 : Fourmiz (Antz) : voix additionnelles
- 1999 : Tenchi Muyo! In Love 2: Haruka naru omoi : Aeka (doublage anglophone)
- 1999 : Aladdin and the Adventure of All Time (vidéo) (voix)
- 1999 : Le Géant de fer (The Iron Giant) : voix additionnelles
- 1999 : Chassés-croisés sentimentaux (Winding Roads) (TV) : Pat Riddle
- 2000 : Hello Kitty (série télévisée) : Momma (voix)
- 2000 : Mona le vampire (Mona the Vampire) (série télévisée) : Miss Gotto (voix)
- 2000 : Kuzco, l'empereur mégalo (The Emperor's New Groove) : voix additionnelles
- 2001 : On Edge de Karl Slovin : Mother #3
- 2001 : Monstres et Cie (Monsters, Inc.) : voix additionnelle
- 2002 : Ronnie : Mamma
- 2002 : Lilo et Stitch : voix additionnelle
- 2002 : La Planète au trésor : Un nouvel univers (Treasure Planet) : voix additionnelle
- 2003 : Astro Boy tetsuwan atomu (série télévisée) : Nora
- 2003 : Frère des ours (Brother Bear) : voix additionnelle
- 2004 : Rainbow Valley Fire Department (vidéo)
- 2004 : Hold the Rice : Mrs. Baunum
- 2006 : Georges le petit curieux (Curious George) : voix additionnelles
- 2007 : Cendrillon et le Prince (pas trop) charmant (Happily N'Ever After) : voix additionnelles